# 于伯塞
于伯塞是德国巴伐利亚州的一个市镇。总面积30.53平方公里，总人口4893人，其中男性2370人，女性2523人（2011年12月31日），人口密度160人/平方公里。